# Рјепино
Рјепино (рус. Ре́пино) је област у Санкт Петербургу, од чијег центра је удаљен 30 km и смејештена у Финском заливу. Област је до 1948. носила фински назив Куокала, док није преименована по руском сликару Иље Рјепина.

## Историја
Куокала се први пут помиње у мировном уговору између Новгородске републике и Шведске из 1323. године. Територија на којој се село налази била ја предмет борбе између Руса и Швеђана у 16. и 17. веку и дошла је под руску контролу након Великог северног рата почетком 18. века. Село су насељавали рибари финског и руског етницитета.
Област се даље развијала након 1870. године када је кроз град прошла железничка пруга која повезује Санкт Петербург и Хелсинки. Имућнији становници Санкт Петербурга изградили су виле за одмор у околини, а нова железничка станица је изграђена 1889. Куоккала се налазила у Великом финском војводств, самоуправном делу Руског царства, које је имало либералније окружење, што је привлачило уметнике и интелектуалце, укључујући сликара Иљу Рјепина. Бољшевичке вође, Богданов и Лењин, провели су неко време у Куокали од 1905. до 1907. године, боравећи у вили Васа, која је служила као штаб бољшевика.
Убрзо након Октобарске револуције 1917. године, Финска је прогласила независност од Совјетског Савеза и Куоккала је постала део нове независне државе уз задржавање значајног етничког руског становништва. Дошло је до окршаја између белих и црвених Финаца у Куокали током финског грађанског рата 28. априла 1918. Куокалу су преузели Совјети када је Карелску превлаку Финска уступила Совјетском Савезу после Зимског рата (1939–1940) и Наставак рата (1941–1944). Куокала је постала део Лењинградске области 1948. године и преименована је у Рјепино у знак сећања на сликара Иљу Рјепина.
После рата, ово подручје је развијено као туристичко подручје са неколико хотела и лечилишта и пребачено је у надлежност града Санкт Петербурга као део округа Куротњи.

## Пенати
Године 1899. Рјепин је овдје купио имање и назвао га „Пенати”, по римском кућном божанству. Он је дизајнирао кућу и преселио у Куоккалу. Ту ће живети до смрти 1930. године. Кућа је окружена великим парком.
Имање је део светске баштине УНЕСКО „Санкт Петербург и сродне групе споменика“. Рјепиново имање има статус музеја од 1940. године.

## Познати становници
- Иван Пуни
- Роза Луксембург[4]
- Владимир Лењин
- Корнеј Чуковски
- Михаил Ботвиник
- Елена Мрозовскаја[5]
- Дмитриј Шостакович[6]

## Галерија
- Хотел „Репинскаиа”
- Спасилачка станица
- Плажа, Фински залив
- Игралиште